# Kamitakai-gun
Kamitakai-gun (jap.: 上高井郡, dt. „Ober-Takai-gun“) ist ein Landkreis (gun) in der Präfektur Nagano auf der japanischen Hauptinsel Honshū. Er hat eine Fläche von 117,57 km², 18.578 Einwohner und damit eine Bevölkerungsdichte von 158 Einwohnern pro km² (Stand: 1. Februar 2010). Ihm gehören die Stadt (machi) Obuse und das Dorf (mura) Takayama an.

## Geschichte
Kamitakai-gun entstand am 14. Januar 1879 durch eine Teilung von Takai-gun in Kamitakai-gun und Shimotakai-gun („Unter-Takai-gun“). Sitz der damals existierenden Kreisverwaltung war die Stadt Suzaka. Seit dem 1. April 1889 hatte Kamitakai-gun eine Stadt und 14 Dörfer. Am 1. Juli 1922 wurden die Ortsteile Koyama und Sakata des Dorfes Toyooka der Stadt Suzaka zugeschlagen. Die einzige Zusammenlegung ganzer Gemeinden vor dem Zweiten Weltkrieg fand am 1. Dezember 1936 statt. Vor der großen Gebietsreform der 1950er Jahre hatte Kamitakai-gun eine Stadt und 13 Dörfer. Am 1. Februar 1954 wurde das Dorf Obuse zur Stadt. Bis zum Jahre 1960 wurde die Zahl der Gemeinden in Kamitakai-gun erheblich reduziert. Durch Zusammenlegungen sank diese Zahl auf zwei Städte und zwei Dörfer. Durch zwei weitere Zusammenlegungen am 16. Oktober 1966 und am 30. April 1971 sank die Zahl der Gemeinden in Kamitakai-gun auf die gegenwärtige Anzahl. Von der großen Gebietsreform der letzten Jahre (heisei daigappei) war Kamitakai-gun bis jetzt nicht betroffen.